# Selección femenina de balonmano de Noruega
La selección femenina de balonmano de Noruega representa a la Federación Noruega de Balonmano en las competiciones internacionales realizadas por la Federación Internacional de Balonmano (IHF), el Comité Olímpico Internacional (COI) o la Federación Europea de Balonmano (EHF): Campeonato Mundial de Balonmano Femenino, Campeonato Europeo de Balonmano y Los Juegos Olímpicos.
La selección noruega atraviesa uno de sus mejores momentos, son las actuales subcampeonas del Campeonato Europeo de Balonmano y campeonas del Campeonato Mundial de Balonmano Femenino y Juegos Olímpicos. Además de ser la única Selección de Balonmano en el mundo (incluyendo categoría masculina y femenina) que ha ganado el Campeonato Europeo de Balonmano cuatro veces consecutivas (2004, 2006, 2008 y 2010).

## Historia
Actualmente la selección femenina de balonmano de Noruega se encuentra en la élite mundial del Balonmano.

### Campeonato Europeo de Balonmano
La selección noruega es la única selección (incluyendo categoría masculina y femenina) que ha ganado cuatro veces consecutivas el Campeonato Europeo, y que posee más medallas actualmente, diez de oro (1998, 2004, 2006, 2008, 2010, 2014, 2016, 2020, 2022 y 2024), tres de plata (1996, 2002 y 2012) y una de bronce (1994), tras sólo haber disputado quince torneos.

### Campeonato Mundial de Balonmano
La selección noruega también muestra su potencial en el Campeonato Mundial, mostrando en su palmarés cuatro medallas de oro (1999, 2011, 2015 y 2021), cuatro de plata (1997, 2001, 2007 y 2017) y tres de bronce (1986, 1993 y 2009).
La selección noruega ganó el Campeonato Mundial de 2021 al derrotar en la final a Francia.

### Juegos Olímpicos
La selección noruega también triunfa en los Juegos Olímpicos, habiendo ganado tres medallas de oro (2008, 2012 y 2024), dos medallas de plata (1988 y 1992), y tres de bronce (2000, 2016 y 2020).

### Copa Mundial
Noruega ganó la Copa Mundial de 1999, 2011 y 2015, fue segunda en 2009, y tercera en 2007.

## Medallero histórico
La primera medalla en un Europeo de Balonmano para Noruega se consiguió en la Primera Edición, organizada en Alemania (1994). La selección noruega ocupó la tercera posición, ganando la medalla de bronce contra Hungría.
La segunda medalla sería ganada en la Segunda Edición, realizada en Dinamarca (1996). La selección noruega ocupó la segunda posición, cayendo derrotada contra (Dinamarca) en la final, obteniendo la medalla de plata.
La tercera medalla se obtendría en la Tercera Edición, establecida en Países Bajos (1998). Allí la selección noruega obtuvo su primer oro, al repetirse la final de la anterior edición, ante Dinamarca, esta vez venciendo.
La Cuarta Edición, efectuada en Rumanía (2000). Sería el único Europeo de Balonmano, hasta el momento, en el cual la selección noruega no conseguiría un puesto en el podio, al caer eliminadas en la fase de grupos, ocupando la sexta posición.
En la Quinta Edición, disputada en Dinamarca (2002), se repetiría el acontecimiento de la Segunda Edición, en el cual la selección noruega caería en la final ante Dinamarca, obteniendo su segunda plata en el Europeo de Balonmano.
A partir de la Sexta Edición del Campeonato Europeo, la selección noruega se colocaría en el clímax del Europeo de Balonmano, al ganar cuatro veces consecutivas el oro.
Logrados en la Sexta Edición organizada en Hungría (2004), derrotando en la final a Dinamarca, en la Séptima Edición celebrada en Suecia (2006), venciendo a Rusia en la final, en la Octava Edición establecida en Macedonia (2008), imponiéndose a España en la final, y en la Novena Edición disputada en Dinamarca/Noruega (2010), obteniendo la victoria ante Suecia.

## Plantillas de las selecciones que han conseguido Medalla olímpica
- Seúl 1988:

Annette Skotvoll, Berit Digre, Cathrine Svendsen, Hanne Hegh (capitana), Hanne Hogness, Heidi Sundal, Karin Singstad, Ingrid Steen, Karin Pettersen, Kjerstin Andersen, Kristin Midthun, Susann Goksør, Marte Eliasson, Trine Haltvik, Vibeke Johnsen. Entrenador: Sven-Tore Jacobsen.
- Barcelona 1992:

Annette Skotvoll, Cathrine Svendsen, Hanne Hogness (capitán), Hege Frøseth, Heidi Sundal, Heidi Tjugum, Henriette Henriksen, Ingrid Steen, Karin Pettersen, Kristine Duvholt, Mona Dahle, Siri Eftedal, Susann Goksør, Tonje Sagstuen. Entrenador: Sven-Tore Jacobsen.
- Sídney 2000:

Ann Cathrin Eriksen, Birgitte Sættem, Cecilie Leganger, Elisabeth Hilmo, Else-Marthe Sørlie, Heidi Tjugum, Jeanette Nilsen, Kjersti Grini, Kristine Duvholt, Marianne Rokne, Mia Hundvin, Monica Sandve, Susann Goksør (capitana), Tonje Larsen, Trine Haltvik. Entrenador: Marit Breivik.
- Pekín  2008:

Else-Marthe Sørlie Lybekk, Gro Hammerseng (capitán), Gøril Snorroeggen, Kari Aalvik Grimsbø, Kari Mette Johansen, Karoline Dyhre Breivang, Katja Nyberg, Katrine Lunde, Kristine Lunde, Linn-Kristin Riegelhuth, Marit Malm Frafjord, Ragnhild Aamodt, Tonje Larsen, Tonje Nøstvold. Entrenador: Marit Breivik.
- Londres 2012:

Kari Aalvik Grimsbø, Ida Alstad, Heidi Løke, Tonje Nøstvold, Karoline Dyhre Breivang, Kristine Lunde, Kari Mette Johansen, Marit Malm Frafjord (capitana), Gøril Snorroeggen, Katrine Lunde, Linn Jørum Sulland, Linn-Kristin Riegelhuth Koren, Amanda Kurtović, Camilla Herrem. Entrenador: Thorir Hergeirsson
- Río  de Janeiro 2016:

Kari Aalvik Grimsbø, Mari Molid, Emilie Hegh Arntzen, Veronica Kristiansen, Ida Alstad, Heidi Løke, Nora Mørk, Stine Bredal Oftedal (capitana), Marit Malm Frafjord, Katrine Lunde, Linn-Kristin Riegelhuth Koren, Amanda Kurtović, Camilla Herrem, Sanna Solberg. Entrenador: Thorir Hergeirsson
- Tokio 2020:

Henny Reistad, Veronica Kristiansen, Marit Malm Frafjord, Stine Skogrand, Nora Mørk, Stine Bredal Oftedal (capitana), Silje Solberg, Kari Brattset Dale, Katrine Lunde, Marit Røsberg Jacobsen, Camilla Herrem, Sanna Solberg, Kristine Breistøl, Marta Tomac, Vilde Johansen. Entrenador: Thorir Hergeirsson
- París 2024:

Veronica Kristiansen, Henny Reistad,  Stine Skogrand, Stine Bredal Oftedal (capitana),  Sanna Solberg, Kari Brattset Dale, Katrine Lunde, Camilla Herrem, Silje Solberg, Maren Aardahl, Nora Mørk, Kristine Breistoel, Marit Røsberg Jacobsen, Thale Rushfeldt Deila, Silje Solberg-Oesthassel. Entrenador: Thorir Hergeirsson